# هری گریزبک
هری گریزبک (انگلیسی: Harry Griesbeck؛ زادهٔ ۲۲ اوت ۱۹۴۶) بازیکن فوتبال اهل آلمان است.
از باشگاه‌هایی که در آن بازی کرده‌است می‌توان به باشگاه فوتبال بوخوم اشاره کرد.